# Taiasina Tuifu'a

a Compétitions nationales et continentales officielles uniquement.

b Matchs officiels uniquement.
Dernière mise à jour le 7 janvier 2023.
Taiasina Tuifu'a, également appelé Tai Tuifu'a, né le 20 août 1984 à Motootua (Samoa), est un joueur de rugby à XV international samoan. Il évolue principalement au poste de troisième ligne centre.

## Biographie
Taiasina Tuifu'a est né aux Samoa, et émigre en Nouvelle-Zélande en 2002 pour étudier à la Auckland Grammar School.
Il est le frère d'Isaia Tuifu'a (en), lui aussi international samoan et jouant au poste de centre.

## Carrière

### En club
Taiasina Tuifu'a commence sa carrière à l'âge de 20 ans en 2004 avec la province des Counties Manukau en National Provincial Championship (NPC). Il joue également en parallèle avec le club de Pukekohe dans le championnat amateur de la province locale,. Il joue quatre saisons avec les Counties Manukau, disputant 38 matchs répartis entre les postes de troisième ligne et de deuxième ligne.
En 2008, il déménage dans la région de Taranaki, et rejoint le club du Stratford Rugby Football Club évoluant dans le championnat amateur régional. Dans la foulée, il obtient un contrat professionnel avec la province de Taranaki en NPC,. Il joue dix rencontres lors de la saison, toutes comme titulaire en n°8, mais la qualité ses performances est critiquée,. En 2009, il ne joue aucune rencontre au niveau provincial.
Il fait son retour aux Counties Manukau pour la saison 2010 de NPC,. Il retrouve alors une place de titulaire, mais au poste de deuxième ligne.
Peu après son retour aux Counties, il est retenu dans le groupe élargi d'entraînement de la franchise des Chiefs pour la saison 2011 de Super Rugby. En début de saison, il joue deux matchs avec l'équipe Development (espoir) de la franchise. Le 14 mai 2011, il appelé au dernier moment avec l'équipe fanion, en remplacement de Tanerau Latimer blessé, afin d'affronter les Stormers,. Titularisé au poste de n°6, il se fait remarquer par une prestation de qualité, particulièrement dans le domaine physique. Il dispute un deuxième et dernier match avec cette équipe une semaine plus tard contre les Crusaders.
En 2011, après une dernière saisons avec les Counties Manukau, il signe un contrat de deux saisons avec le club anglais des Newcastle Falcons en Premiership,. Il arrive au club au mois de novembre, et se fait immédiatement remarquer par sa puissance physique. Il joue 18 matchs lors de sa première saison, et ne peut empêcher la relégation des Falcons en RFU Championship,. Il reste au club malgré la descente, et participe à sa remontée immédiate en Premiership.
Après ses deux saisons en Angleterre, il rejoint en 2013 l'Union Bordeaux Bègles en Top 14. Lors de sa première saison, malgré quelques blessures, il s'impose petit à petit au poste de n°8, au point de repositionner l'habituel titulaire et capitaine Matthew Clarkin en troisième ligne aile,,. Il part sur les mêmes bases lors de la saison suivante, mais une blessure aux cervicales interrompt sa saison en février 2015,. Il décide alors de se faire opérer immédiatement, mettant une fin prématurée à sa saison, mais avec pour objectif d'être remis pour la Coupe du monde qu'il souhaite disputer avec son pays. Il n'est pas conservé par l'UBB au terme de la compétition.
En 2015, il rejoint le Lyon OU, qui vient d'être relégué en Pro D2. Il participe à l'obtention du titre de champion de France de cette division lors de sa première année au club, et donc à la remontée en Top 14. Il trois saisons en élite française avec le LOU.
Non-conservé par le LOU en 2018, il s'engage avec le FC Grenoble, récemment promu en Top 14. Il est régulièrement lors de sa première saison, mais le club isérois est rétrogradé en deuxième division, après avoir terminé à l'avant-dernière place du Top 14. Il reste fidèle au FCG en Pro D2 mais, gêné par des blessures, il ne joue qu'une seule rencontre lors de la saison. Il n'est pas conservé en juin 2020, et quitte le club.
Après son départ du FCG, il décide de poursuivre sa carrière au niveau amateur, et rejoint le club ardecho-dromois du FC Tournon-Tain, qui évolue en Fédérale 2 (cinquième division). En 2021, il prolonge pour une deuxième saison dans ce club.
Malgré son engagement avec Tournon-Tain, il rejoint en octobre 2021 le RCS Rumilly en Fédérale 1. Il ne reste qu'une saison avec le club savoyard, quittant le club en juin 2022.

### En équipe nationale
Taiasina Tuifu'a est sélectionné pour la première fois en équipe des Samoa en juin 2011. Il honore sa première cape internationale le 2 juillet 2011 contre l'équipe des Japon.
Le 24 août 2011, il est retenu par Titimaea Tafua (en) dans la liste des trente joueurs qui disputent la Coupe du monde 2011 en Nouvelle-Zélande. Il dispute trois matchs, tous comme titulaire, lors de la compétition.
Il reste un membre régulier de l'effectif samoan jusqu'en 2014. En 2015, il est retenu dans le groupe élargi pour préparer la Coupe du monde 2015 en Angleterre, mais n'est finalement pas sélectionné, après avoir manqué une bonne partie de la saison sur blessure,.
Il connaît sa dernière sélection avec les Manu Samoa le 16 juin 2017 contre la Nouvelle-Zélande à Auckland.

## Palmarès

### En club
- RFU Championship  :
  - Champion (1) : 2013 avec Newcastle
- Pro D2
  - Champion (1) : 2016 avec le Lyon OU
- Championnat de France de première division :
  - Demi-finaliste (1) : 2018 avec le Lyon OU
- Barrage d'accession au Top 14 :
  - Finaliste (1) : 2019 avec le FC Grenoble

## Statistiques en équipe nationale
- 19 sélections entre 2011 et 2017[39]
- 2 essais, soit 10 points
- Sélections par année : 6 en 2011, 3 en 2012, 4 en 2013, 4 en 2014, 1 en 2016 et 1 en 2017

En Coupe du monde :
- 2011 : 3 sélections, 3 comme titulaire (Namibie, Fidji, Afrique du Sud)